# Geremias Steinmetz

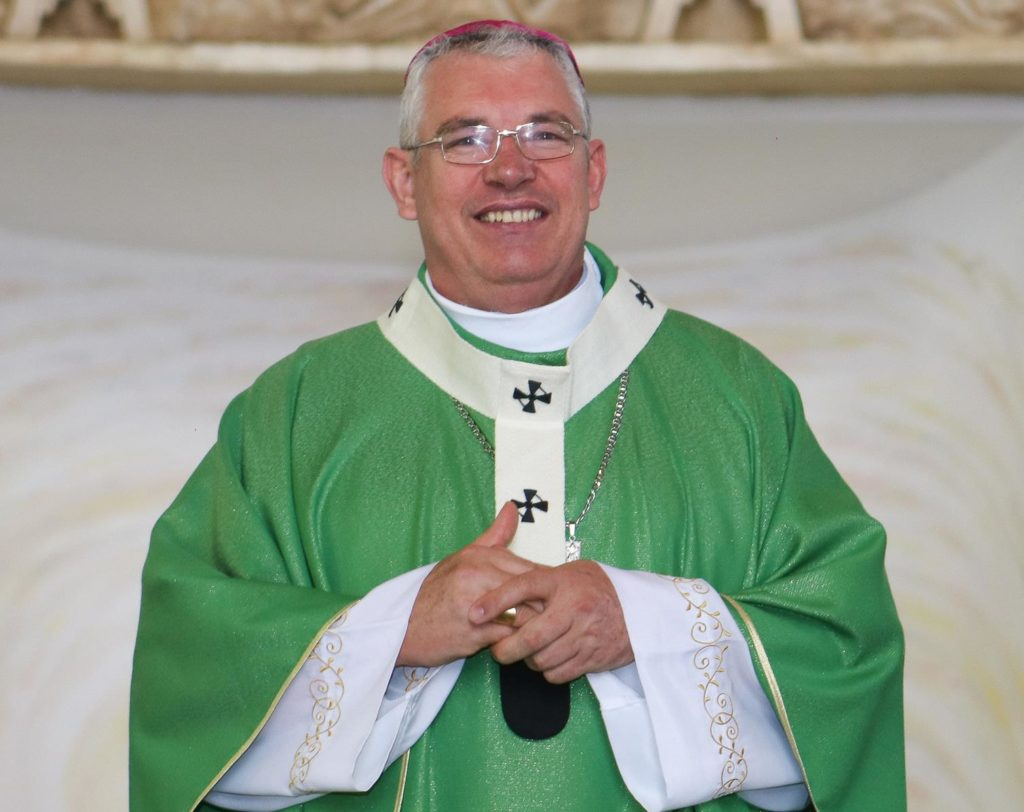
Erzbischof Geremias Steinmetz (2020)

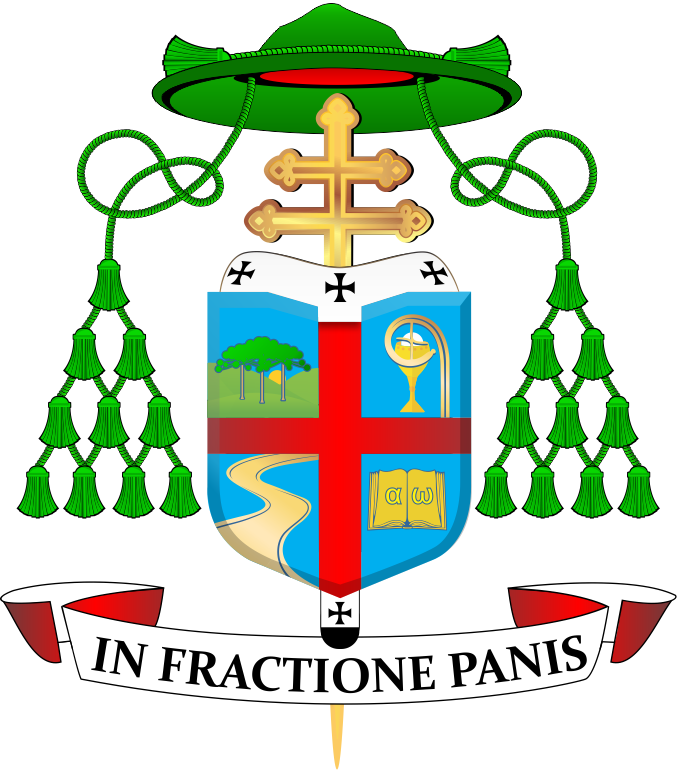
Erzbischofswappen

Geremias Steinmetz (* 26. Februar 1965 in Sulina, Paraná) ist ein brasilianischer Geistlicher und römisch-katholischer Erzbischof von Londrina.

## Leben
Geremias Steinmetz empfing am 9. Februar 1991 die Priesterweihe. Er war zunächst als Gemeindepfarrer tätig, ehe er 2002 Rektor des philosophischen Seminars im Bistum Palmas-Francisco Beltrão wurde. 1997 erwarb er ein Lizenziat in Liturgie. Von 2006 bis 2010 war er dort Generalvikar.
Papst Benedikt XVI. ernannte ihn am 5. Januar 2011 zum Bischof von Paranavaí. Die Bischofsweihe spendete ihm der Bischof von Palmas-Francisco Beltrão, José Antônio Peruzzo, am 25. März desselben Jahres; Mitkonsekratoren waren Dadeus Grings, Erzbischof von  Porto Alegre, und Fernando Panico MSC, Bischof von Crato. Als Wahlspruch wählte er COGNOVERUNT EUM IN FRACTIONE PANIS.
Papst Franziskus ernannte ihn am 14. Juni 2017 zum Erzbischof von Londrina. Die Amtseinführung erfolgte am 12. August 2017. Im Februar 2019 wurde Steinmetz für drei Jahre zum Präsidenten der Regionalkonferenz Sul 2 innerhalb der brasilianischen Bischofskonferenz gewählt.